# Francisco Bautista
Francisco Bautista (Francisco Bautista Cuamatzi; * 17. September 1972 in Contla de Juan Cuamatzi, Bundesstaat Tlaxcala) ist ein mexikanischer Marathonläufer.
Bei den Halbmarathon-Weltmeisterschaften 1999 in Palermo kam er auf den 87. Platz. Im Jahr darauf wurde er Fünfter beim Maratón de la Comarca Lagunera und Achter beim Mailand-Marathon. 2001 wurde er Sechster in der Comarca Lagunera, Zentralamerika/Karibik-Vizemeister im Halbmarathon, belegte bei den Leichtathletik-Weltmeisterschaften in Edmonton Rang 66 und gewann den Monterrey-Marathon.
2002 errang er ebenso wie im darauffolgenden Jahr als Gesamtsieger beim Maratón de la Comarca Lagunera den mexikanischen Meistertitel, und 2003 wurde er Neunter in Mailand. Einem vierten Platz in der Comarca Lagunera 2004 folgte 2005 ein weiterer Sieg in Monterrey. 2007 wurde er Dritter in der Comarca Lagunera, Achter beim Marathon der Panamerikanischen Spiele in Rio de Janeiro und kam bei den Straßenlauf-Weltmeisterschaften in Udine auf den 64. Platz.
Bei den Olympischen Spielen 2008 in Peking, für die er als Nachrücker nominiert wurde, lief er auf Platz 66 ein. 2009 wurde er Sechster in der Comarca Lagunera.

## Persönliche Bestzeiten
- Halbmarathon: 1:04:40 h, 14. Dezember 2007, Udine
- Marathon: 2:11:44 h, 7. März 2004, Torreón